# Crinchon
Il Crinchon è un fiume francese, affluente della Scarpe alla riva destra, dunque un subaffluente della Schelda.

## Geografia
La lunghezza del suo corso è di 19 km.
Il Crinchon nasce a Bailleulmont, a 133 metri di altitudine, a sud della località detta le Marauny.
Esso confluisce nella Scarpe, sulla riva destra, a nord di Arras, nel comune di Saint-Nicolas

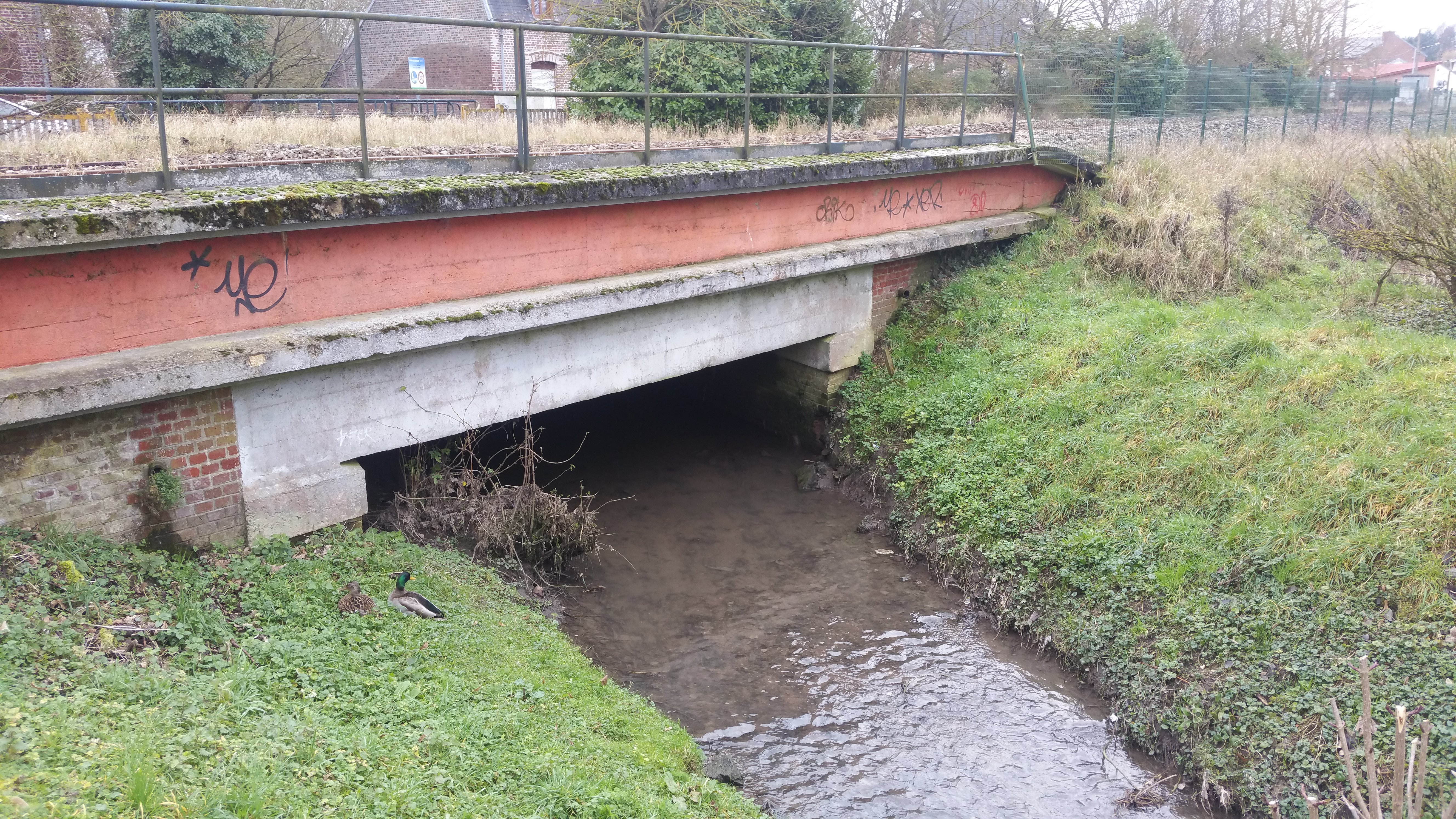
Ponte ferroviario ad Achicourt utilizzato dalle linee da Arras a Saint-Pol-sur-Ternoise e da Doullens ad Arras

Esso scorre in generale da sudest verso nordest e passa sotto il ponte ferroviario ad Achicourt, attraversato dalle linee da Arras a Saint-Pol-sur-Ternoise e da Doullens ad Arras.
Il Crinchon una volta separava Arras in due, dal lato ovest, la città, dal lato est, il centro. In Arras è stato poi coperto. Inoltre esso costeggia, a sudest, la cittadella di Vauban

### Comuni e cantoni attraversati
Nel solo dipartimento del Passo-di-Calais, il Crinchon attraversa dieci comuni e tre cantoni:
- da monte verso valle: Bailleulmont (sorgente), Berles-au-Bois, Bailleulval, Basseux, Rivière, Wailly, Agny, Achicourt, Arras, Saint-Nicolas (confluenza).

In termini di cantoni, il Crinchon nasce nel cantone di Beaumetz-lès-Loges, attraversa il cantone di Arras-Sud e confluisce nel cantone di Arras-Nord, il tutto nell'arrondissement di Arras.

### Bacino idrografico
Il Crinchon attraversa una sola zona idrografica «Scarpe canalizzata dalla chiusa numero 28 Saint-Nicolas alla chiusa numero 29 Saint» (E201) di 426 km2 di superficie. Questo bacino idrografico è costituito per l'87,02% di territori agricoli, per il 10,93% di territori artificializzati, per il 2,19% di foreste e ambienti semi-naturali.
I bacini idrografici vicini al Crinchon sono: a nordovest quello della Canche, a nord quelli dell'Ugy e della Scarpe, a nordest quello della Scarpe, a est e a sud quello del Cojeul, a sudovest quello della Kilienne e dell'Authie, a est quello della Grouche.

### Organismo gestionale
Mancando un sindacato appositamente costituito, la comunità dei comuni La Porte des Vallées, con sede ad Habarcq, è dal 29 maggio 2013 il gestore del piano di gestione del Crinchon.

## Affluenti
(rs=riva sinistra; rd=riva destra)

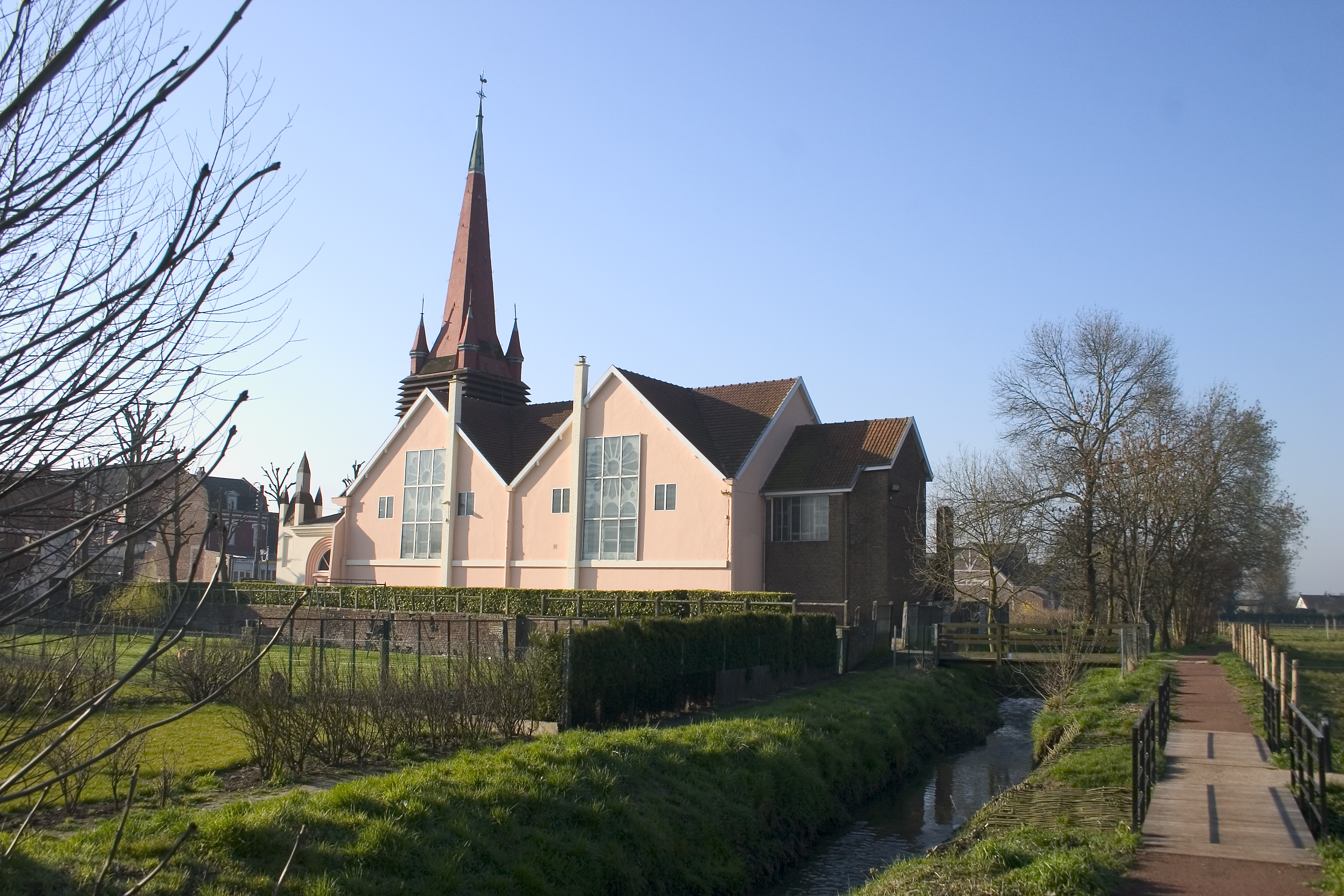
Il Crinchon dietro la Chiesa di San Vedasto (Saint Vaast) di Achicourt.

Il Crinchon ha tre affluenti ufficiali (o sette se si contano tre rami e la Scarpe confluente):
- il Bailleulmont (rs) 1,3 km sul solo comune di Bailleulmont.
- la Grand Fossé (rd) 0,8 km sui due comuni di Bailleulmont e Berles-au-Bois[4].
- il Fossé de Berles (rd) 2 km sui tre comuni di Bailleulval, Rivière e Basseux.
- il Fermont o Fond d'Arras (rd) 2,1 km sul solo comune di Rivière con un solo affluente:
  - la Fosse à Cailloux (rd) 1,5 km sul solo comune di Ransart[4].

## Idrologia

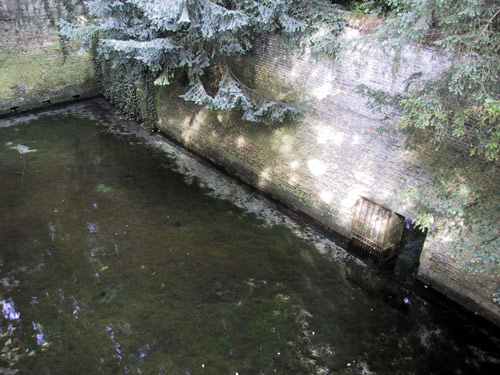
Pozzi che alimentano il Crinchon a Rivière.

Il Crinchon possedeva una volta probabilmente numerosi rami drenanti e che irrigavano l'antica piana paludosa di Arras; esso era uno dei fiumi importanti dell'Artois (con la Lys, la Scarpe, l'Aa, la Lave).